# Ник Хорнби
Ник Хорнби (енгл. Nick Hornby; Редхил, 17. април 1957) је енглески писац, есејиста и сценариста који живи и ради у сјеверном Лондону. Својеврстан је предводник „новог енглеског таласа“ тзв. брит-лит сцене. Радио је као наставник енглеског језика све до дана када је издат роман Стадионска грозница која је постигао велики успјех, како код критике тако и код читалаца које је одушевио својим бритким коментарима, духовитим стилом са много ироније и својим ликовима који су сасвим обични људи, и као такви веома блиски читаоцу.

## Стадионска грозница
Његов први роман Стадионска Грозница излази 1992. године и постаје апсолутни хит. Говори о човјеку који скоро цијели свој живот и све око себе гледа кроз призму љубави према фудбалском клубу "Арсенал". Може се рећи да је роман чак и полу аутобиографски, јер и сам Хорнби је велики фан ФК Арсенала. Ово је роман који сваки фудбалски фанатик на свијету не би требало да пропусти. Роман обилује драматичним преокретима, такмичарским успонима и падовима миксованим са релаксираном дозом приватног живота главног лика. Роман је својеврсна магија фудбала и приповиједања.

## 
Роман излази 1995. године и одмах постаје хит. У њему Хорнби обрађује своје двије највеће страсти поред фудбала, жене и музику. То је књига која вам допушта да вјерујете не само у ослобађајућу моћ музике, већ изнад свега у спасоносну моћ љубави. По овом роману 2000. године снимљен је филм у режији Стивена Фрирса, а у главним улогама се појављују Џон Кјузак, Кетрин Зита-Џоунс, Џек Блек и други.

## Остала дјела
Међу остали дјелима се издвајају роман Све о дјечаку, који је такође добио своју филмску верзију са Хју Грантом у главној улози, 31 Пјесма, и роман Дуг пут до дна у коме Хорнби обрађује свијест и размишљања људи који су одлучили да изврше самоубиство, још један роман који је добио своју филмску адаптацију и то 2014. године у коме играју Пирс Броснан, Тони Колет, Арон Пол и други. Његово најновији роман Шалу на страну објављен је 2014. након чега је написао сценарије за филм Бруклин и ТВ серију С љубављу, Нина. 